# Canadian Albums Chart
Canadian Albums Chart — официальный хит-парад продаж музыкальных альбомов в Канаде. Результаты продаж фиксируются каждую среду американской компанией Nielsen SoundScan и публикуются каждый четверг в журналах Jam!, Canoe и Billboard вместе с результатами чартов Canadian Singles Chart и Canadian BDS Airplay Chart.
Чарт состоит из 200 позиций, однако Jam! для общественности публикует только первые 100 позиций. В отличие от случая с его эквивалентом CD-синглов (Canadian Singles Chart), продажи альбомов в Канаде не снижаются так быстро как CD синглов, поэтому Canadian Albums Chart остаётся самым надёжным источником самых популярных альбомов в Канаде.